# Francesco Bruno di Tornaforte
Francesco Bruno di Tornaforte (Cuneo, 1º ottobre 1729 – Savigliano, 25 marzo 1814) è stato un generale italiano.

## Biografia
Il 24 marzo 1794 le truppe rivoluzionarie francesi guidate dal Generale Napoleone Bonaparte rilanciarono la loro offensiva contro l'esercito piemontese, alcuni governatori di fortezza si arresero all'invasore senza colpo ferire e senza resistenza. 
La più importante porta di comunicazione e via d'accesso piemontese era la valle del Tanaro che risultava quindi di cruciale importanza per gli esiti della guerra. La città di Ceva era considerata un baluardo difensivo grazie al suo forte armato. Re Vittorio Amedeo III nominò l'anziano conte Francesco Bruno di Tornaforte come nuovo Governatore Generale di Ceva. Immediatamente il Tornaforte si recò a Ceva lasciando la propria residenza di Fossano, nominò il figlio Vincenzo Bruno di Tornaforte come suo aiutante di campo. 
La sua strenua difesa risultò efficace tanto da portare il Generale Bonaparte ad intimargli la resa il 16 aprile del 1796 dopo aver battuto i piemontesi a Cairo Montenotte, Dego, Mondovì.
Il 18 aprile 1796 il conte di Tornaforte inviò un dispaccio a Bonaparte in cui gli comunicò inaccettabile la richiesta di resa e lo stesso Napoleone rispose inviando una nuova intimazione alla resa: “La mia artiglieria da assedio è giunta. Ogni resistenza che potrete fare sarebbe contraria alle leggi della guerra, e causerebbe un inutile spargimento di sangue. La vostra fortezza non è in grado di opporre alcuna resistenza. Se entro 24 ore non vi sarete arresi, io non accetterò nessuna resa successiva, e farò passare a filo di spada la vostra guarnigione”. Il generale Francesco Bruno di Tornaforte con sprezzo mandò un dispaccio al messo di Napoleone con una secca risposta: “Io difenderò la fortezza al prezzo della mia vita, fino all'ultimo, per l'onore del re che me l'ha affidata”.
Il Re Vittorio Amedeo III nel frattempo accettò l'armistizio che fu siglato dai plenipotenziari piemontesi e da Bonaparte nella città di Cherasco il giorno 28 aprile. Il governatore Bruno di Tornaforte ricevette l'ordine dal Re e lasciò quindi agli invasori rivoluzionari la fortezza di Ceva:
“Abbiamo concluso un armistizio con il Generale dell'armata francese Bonaparte, con la condizione di rimettere alle truppe francesi codesto forte con le artiglierie e munizioni di guerra e di bocca, e ciò per il tempo che resta necessario alla conclusione di una pace. Vi ordiniamo pertanto, ricevuto il presente, che vi verrà rimesso dal suddetto Generale, o da qualche altro ufficiale per di lui parte, di consegnare alle truppe francesi il forte suddivisato con gli articoli sovraccennati. In tale circostanza farete prima d'ogni altra cosa uscire, nel miglior ordine possibile, le nostre truppe con gli onori della guerra e con le loro armi e bagagli”.
Certamente non era nell'indole del Conte Francesco Bruno di Tornaforte accettare la resa, ritornò allora a Fossano riprendendo il suo incarico di governatore della città. A fine maggio del 1796 il generale dell'esercito francese Serrurier dichiarò al sindaco e ai consiglieri di Fossano: “se dappertutto si fosse incontrata una fermezza pari a quella dimostrata dal governatore del forte di Ceva, l'esercito francese non avrebbe potuto così facilmente penetrare in Piemonte.”
Re Vittorio Amedeo III conferì al vecchio conte di Tornaforte il grado di Cavaliere di Gran Croce dell'Ordine dei Santi Maurizio e Lazzaro e quello di Grande Ufficiale al figlio Vincenzo, alla morte del fratello Carlo, che morì senza eredi, gli venne riconosciuto il titolo di Conte di Tornaforte oltre a quello di Conte di San Giorgio Scarampi e signore di Rocchetta Palafea, Ferrere e Cassinasco già avute da Re Carlo Emanuele III.
Francesco Bruno di Tornaforte morì a Savigliano il 25 marzo 1814.

## Discendenza
Il figlio Vincenzo Bruno di Tornaforte venne nominato da Re Carlo Emanuele IV Regio Riformatore dell'Università di Torino che ancora ne ricorda l'opera nella sala magna.
Nel 1888 il cavaliere Benedetto Plebani, colonnello comandante del 40º distretto militare, presentò alla commissione comunale di Cuneo una petizione in base alla quale la città decise che il nome di “Bruno di Tornaforte conte Francesco, generale” doveva essere aggiunto a quelli già elencati nella lapide marmorea d'onore dedicata “Ai cuneesi illustri e della patria benemeriti”